# 鶺鴒 〜seki-ray〜
「鶺鴒 〜seki-ray〜」（せきれい）は、2000年3月8日にGacktが発表した楽曲、及び同曲を収録したシングル。通算5枚目のシングルである。発売元は日本クラウン。

## 概要
- 2000年、第3弾シングル。前作「OASIS」からわずか1か月後にリリースされ、2か月連続のシングルリリースとなり、この2か月の間だけでシングルを3枚リリースした。

## 収録曲
- 作詞・作曲：Gackt.C / 編曲：Gackt.C, 藤村幸宏

1. 鶺鴒〜seki-ray〜
本作発売から1か月後にリリースされた1stアルバム『MARS』には収録されなかったものの、1stアルバム『MARS』を引っ提げ行われたアルバムツアー『Gackt Live Tour 2000 MARS 〜空からの訪問者〜』では、本楽曲が披露されている。
後に、2ndアルバム『Rebirth』には、最初のサビまでの構成が変わったアルバムバージョンが、ベストアルバム『THE SIXTH DAY 〜SINGLE COLLECTION〜』には、ラストサビ前の構成が変わった再録バージョンが収録された。
2. 鶺鴒〜seki-ray〜 (Instrumental・string・arrange)
表題曲のインストゥルメンタルのアレンジバージョン。
この曲は、ほかのどのアルバムにも収録されておらず、本作のみに収録されている。
3. 鶺鴒〜seki-ray〜(Instrumental)

## 収録アルバム
- Rebirth（#1、アルバムバージョン）
- THE SIXTH DAY 〜SINGLE COLLECTION〜（#1、再録バージョン）